# RExcel
RExcel ist ein Add-In für Microsoft Excel, mit dessen Hilfe man die Statistiksoftware R innerhalb von Excel verwenden kann.

## Installation
Für die Installation von RExcel gibt es mehrere Varianten. Vermutlich der komfortabelste Weg ist die Verwendung von RAndFriends Installer, damit wird auch die aktuelle Version von R installiert und der RCOM Server konfiguriert.

## Funktionen
RExcel ist ein Add-In für Microsoft Excel. Nach der Installation findet man in Excel die Menüleiste für RExcel mit den wichtigsten Funktionen.
- Start R: startet R
- Run Code: R Code kann direkt von Excel in R ausgeführt werden
- Get R Value: Daten (Parameter, Matrix, Dataframe) können aus R in Excel importiert werden
- Put R Value: Variablen in R mit Daten aus Excel setzen
- Set R working dir: das Arbeitsverzeichnis von R ändern
- Set R Server: Einstellungen für den R Server, z. B. ob er im Vordergrund oder Hintergrund laufen soll
- Demo Worksheets: Beispiele für die Funktionen von RExcel mit Erklärungen